# Голубянка лазурная
Голубянка лазурная, или бидаспа (Rapala caerulea) — вид дневных бабочек из семейства голубянок (Lycaenidae).

## Описание
Длина переднего крыла самцов 19—20 мм, самок 21—22 мм. Верхняя сторона крыльев самцов коричневая, со слабым фиолетовым отливом у основания крыльев и с яркими оранжевыми пятнами в середине переднего крыла и у хвостика заднего крыла. Верхняя сторона крыльев самок с голубоватым отливом, без пятен. Крылья на нижней стороне беловато- или желтовато-серого цвета, с ясной широкой тёмной постдискальной перевязью. Оранжевое пятно на задних крыльях большое, охватывает собой пространство между Cu1 и анальным краем крыла. На заднем крыле тёмная постдискальная перевязь у заднего угла образует ясный W-oбpaзный изгиб.

## Ареал
Россия (Южное Приморье), Корея, Китай.

## Биология
За год развивается в одном поколении. Время лёта бабочек отмечается в июле. Гусеницы развиваются на бобовых рода Леспедеца (Lespedeza).